# 圣米良-德拉科戈利亚
圣米良-德拉科戈利亚（西班牙語：San Millán de la Cogolla）是西班牙拉里奥哈自治区的一个市镇。总面积31平方公里，总人口269人（2001年），人口密度9人/平方公里。